# Nathanael Greene (U-Boot)
Die USS Nathanael Greene (SSBN-636) war ein im Dezember 1964 in Dienst gestelltes Atom-U-Boot der United States Navy. Sie gehörte der aus zehn Einheiten bestehenden James-Madison-Klasse an und blieb bis zu ihrer unfallbedingten Ausmusterung im Dezember 1986 im aktiven Einsatz. Ab September 1998 erfolgte der Abbruch des Bootes im Rahmen des Ship-Submarine Recycling Program in Bremerton.

## Geschichte
Die Nathanael Greene wurde im Juli 1961 als zehnte Einheit der James-Madison-Klasse (einer Unterklasse der Lafayette-Klasse) in Auftrag gegeben und am 21. Mai 1962 in der Werft der Portsmouth Naval Shipyard in Kittery auf Kiel gelegt. Der Stapellauf erfolgte am 12. Mai 1964, die Indienststellung am 19. Dezember 1964 unter Commander Robert E. Crispin für die Blue Crew und Commander William M. Cossaboom für die Gold Crew. Beide in Mannschaftsstärke identische Besatzungen wechselten sich regelmäßig ab. Namensgeber des Bootes war der General Nathanael Greene.
Nach ihrem ersten Auslaufen am 30. Dezember 1964 und anschließenden Erprobungsfahrten und Verbesserungsarbeiten in der Bauwerft unternahm die Nathanael Greene Übungen mit der UGM-27 Polaris-Mittelstreckenrakete. 1970 bis 1971 lag das Boot zum Auffüllen der Reaktoren in der Werft. Sie wurde zu dieser Zeit außerdem mit UGM-73 Poseidon ausgerüstet. Im März 1972 ging die Nathanael Greene für weitere Übungen in der Marinebasis von Holy Loch vor Anker.

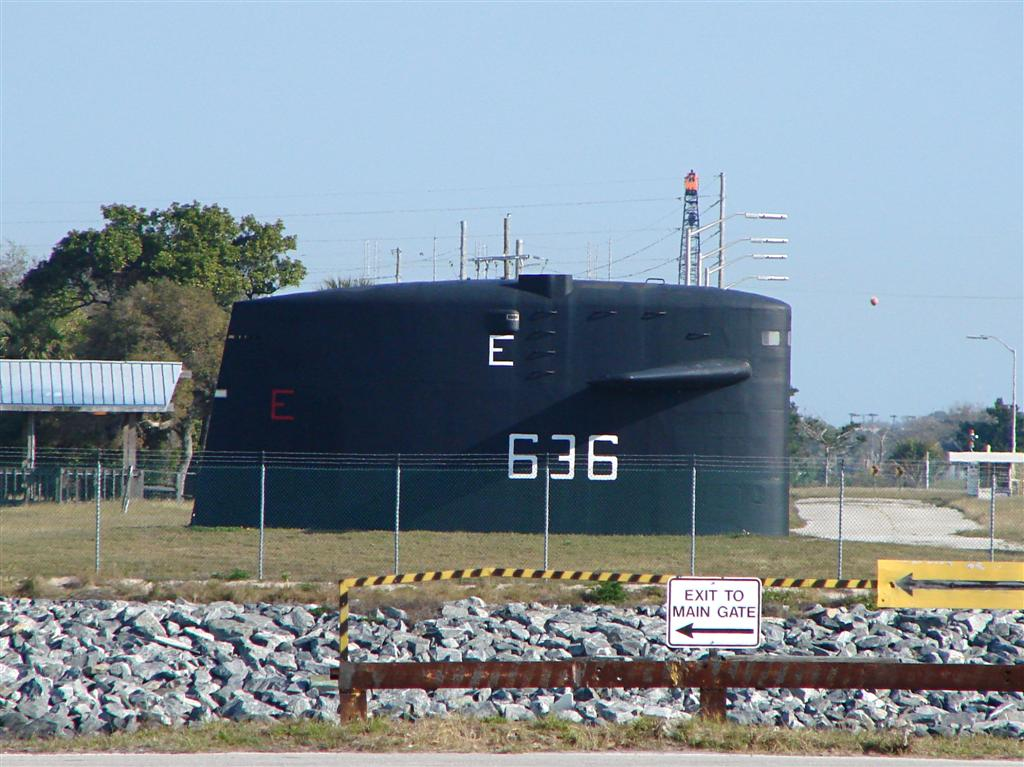
Der Turm der Nathanael Greene in Port Canaveral

Die folgenden Jahre verbrachte das Boot mit verschiedenen Übungseinsätzen. Am 13. März 1986 lief es in der Irischen See auf Grund und erlitt hierbei Beschädigungen am Ruder sowie an den Ballasttanks. Da ihre Beschädigungen als zu groß angesehen wurden, kam die Nathanael Greene nicht wieder in Fahrt, sondern wurde am 15. Dezember 1986 offiziell ausgemustert und am 31. Januar 1987 aus dem Naval Vessel Register gestrichen. Ab September 1998 erfolgte der Abbruch des Bootes im Rahmen des Ship-Submarine Recycling Program in Bremerton. Die Abwrackarbeiten waren bis zum Oktober 2000 abgeschlossen.
Der Turm der Nathanael Greene wurde vor der Verschrottung bewahrt und befindet sich seitdem als Denkmal in Port Canaveral.